# 黒衣の天女
「黒衣の天女」（こくいのてんにょ）は、日本のバンド・陰陽座の11枚目のシングル。2007年6月27日にキングレコードから発売された。

## 概要
アルバム『魔王戴天』からの先行シングル。表題曲は、山田風太郎の短編作『黒衣の聖母』からインスピレーションを得ており、PVを近藤廣行が手掛けている。

## 収録曲
- 全曲、編曲：陰陽座

1. 黒衣の天女 [4:23]
作詞・作曲：瞬火
  - テレビ朝日系『アドレな!ガレッジ』エンディングテーマ
2. 泥田坊（どろたぼう） [5:01]
作詞：瞬火、作曲：招鬼
3. 顎門（あぎと） [3:24]
作詞：瞬火、作曲：狩姦
4. 揺籠の木（ゆりかごのき） [3:51]
作詞・作曲：黒猫

## 収録アルバム
| 曲名       | 収録アルバム | 発売日        | 備考                  |
| ---------- | ------------ | ------------- | --------------------- |
| 黒衣の天女 | 『魔王戴天』 | 2007年7月25日 | 7thオリジナルアルバム |
| 黒衣の天女 | 『龍凰珠玉』 | 2013年12月4日 | ベスト・アルバム      |